# Итеевые

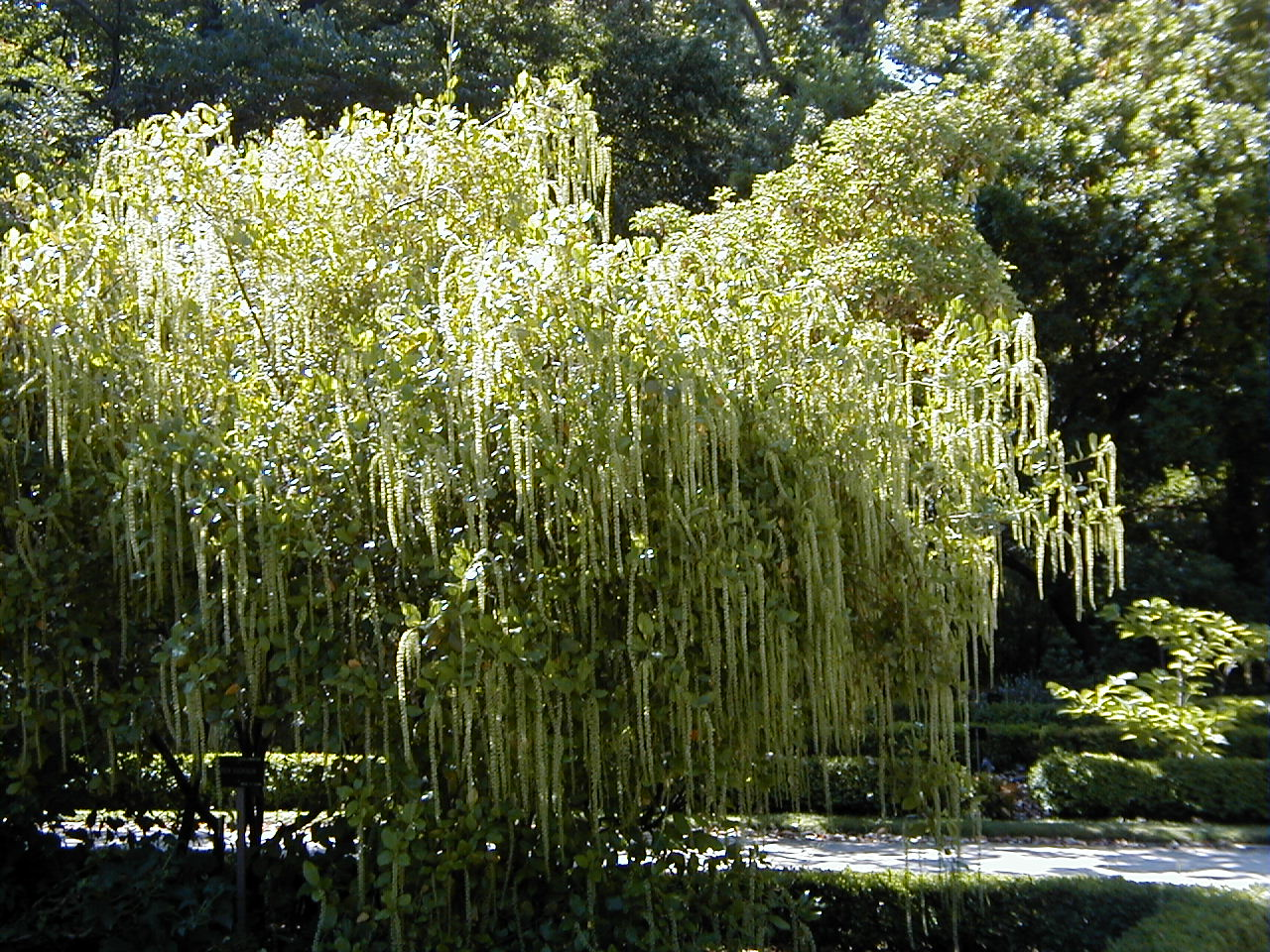
Itea illicifolia

Итеевые (лат. Iteaceae) — семейство покрытосеменных двудольных растений порядка Камнеломкоцветные (Saxifragales). Это деревья и кустарники, произрастающие на востоке США, юго-востоке Африки, юге и юго-востоке Азии. Некоторые более старые таксономические системы относили роды семейства к семейству крыжовниковые. Кроме ныне живущих видов, семейство известно по ископаемым цветкам представителей, известным с туронской эпохи позднего мелового периода, они были обнаружены в Раританской формации в Нью-Джерси, а также по листьям, датируемым эоценом, найденным в формации горы Клондайк, Вашингтон.

## Таксономия
В семейство включают следующие роды:
- †Divisestylus Hermsen et al. (2003)
- Itea Gronov. ex L. (1753)
- Pterostemon Schauer (1847)